# La baia di Hudson
La baia di Hudson (Hudson's Bay) è un film statunitense del 1941 diretto da Irving Pichel.
È un film d'avventura a sfondo storico con Paul Muni, Gene Tierney, Vincent Price e Laird Cregar. È basato sulle vicende reali degli esploratori franco-canadesi e della Compagnia della Baia di Hudson, nel corso del XVII secolo.

## Produzione
Il film, diretto da Irving Pichel su una sceneggiatura di Lamar Trotti, fu prodotto da Darryl F. Zanuck per la Twentieth Century Fox Film Corporation e girato nei 20th Century Fox Studios a Century City in California dall'agosto al 5 novembre del 1940.

## Distribuzione
Il film fu distribuito negli Stati Uniti dal 3 gennaio 1941 al cinema dalla Twentieth Century Fox.
Alcune delle uscite internazionali sono state:
- in Portogallo il 24 marzo 1941 (A Baía de Hudson)
- in Svezia il 3 dicembre 1941 (Äventyraren från Kanada)
- in Finlandia il 1º marzo 1942 (Turkismetsästäjien kuningas)
- in Spagna il 19 settembre 1946 (El renegado)
- in Danimarca il 6 gennaio 1947 (Eventyreren fra Hudson Bay)
- in Austria nel marzo del 1952 (Trapper des hohen Nordens)
- in Belgio (Les trappeurs de l'Hudson)
- in Francia (Les trappeurs de l'Hudson)
- in Grecia (O antartis tou Vorra)
- in Paesi Bassi (Pelsjagers van Hudson's Bay)
- in Italia (La baia di Hudson)

## Critica
Secondo il Morandini il film è "interpretato da uno stuolo di ottimi attori". Secondo Leonard Maltin è una "produzione lussuosa".